# コネクティクス
コネクティクス（英: Connectix）は、かつて存在したアメリカ合衆国のソフトウェア会社。Virtual PCの開発・販売で知られる。

## 概要
Macintosh向けにRAM Doubler、Virtual PC、Connectix Virtual Game Station (CVGS) などを開発、販売していた会社。VirtualPCは、当初Macintosh上でWindowsOSやDOSを動作させるエミュレータとして販売されていたが、2001年からWindows上でゲストOSとしてWindowsやLinux、DOSなどが動作するWindows版のVirtual PCも発売していた。2003年2月にマイクロソフトにVirtual PCおよび関連製品を売却し、同年夏に事実上廃業した。